# Goodell
Goodell és una població dels Estats Units a l'estat d'Iowa. Segons el cens del 2000 tenia 174 habitants.

## Demografia
Segons el cens del 2000, Goodell tenia 179 habitants, 78 habitatges, i 47 famílies. La densitat de població era de 156,2 habitants/km².
Dels 78 habitatges en un 28,2% hi vivien nens de menys de 18 anys, en un 50% hi vivien parelles casades, en un 6,4% dones solteres, i en un 39,7% no eren unitats familiars. En el 35,9% dels habitatges hi vivien persones soles el 6,4% de les quals corresponia a persones de 65 anys o més que vivien soles. El nombre mitjà de persones vivint en cada habitatge era de 2,23 i el nombre mitjà de persones que vivien en cada família era de 2,94.
Per edats la població es repartia de la següent manera: un 22,4% tenia menys de 18 anys, un 6,9% entre 18 i 24, un 31% entre 25 i 44, un 28,7% de 45 a 60 i un 10,9% 65 anys o més.
L'edat mediana era de 42 anys. Per cada 100 dones de 18 o més anys hi havia 117,7 homes.
La renda mediana per habitatge era de 32.292 $ i la renda mediana per família de 40.625 $. Els homes tenien una renda mediana de 25.714 $ mentre que les dones 27.083 $. La renda per capita de la població era de 14.795 $. Entorn del 4,7% de les famílies i el 3% de la població estaven per davall del llindar de pobresa.

## Poblacions més properes
El següent diagrama mostra les poblacions més properes.